# Filotheos Kokkinos
Svatý Filotheos Kokkinos (jiná jména: Filoteos Kokkinos, Filotej Kokkin(os); řecky Φιλόθεος Κόκκινος – Filotheos Kokkinos; kolem 1300 Soluň – 1377 / 1378) byl byzantský mnich, spisovatel a teolog, konstantinopolský ekumenický patriarcha v letech 1353–1355 a 1364–1376.
Napsal mnoho textů a bojoval proti uzavření jednoty mezi pravoslavnou církví a západní latinskou církví a významně se zasloužil o prosazení hésychastických myšlenek a o Palamův kult. Pravoslavnou církví je uctíván jako svatý. Řecká pravoslavná církev si jeho památku připomíná 11. října.
Přezdívku Kokkinos (Ryšavý) mu prý dal Nikéforos Gregoras pro jeho vzhled; jiní tvrdí, že šlo o příjmení jeho rodiny.

## Život
Filotheos se narodil kolem roku 1300 v Soluni do chudé rodiny z matčiny strany židovského původu. Aby si mohl dovolit vzdělání, pracoval jako kuchař u Tomáše Magistra. Poté, co získal vzdělání, stal se někdy počátkem dvacátých let věku mnichem. Pravděpodobně vstoupil do monastýru Chortaites nedaleko Soluně. Poté se stal hieromnichem na Athosu. Někdy v letech 1340/41 se vrátil do Soluně, kde mu bylo svěřeno řízení monastýru Filokalu. Možná od roku 1344 působil jako igumen v monastýru Velká lávra, kde si získal velké uznání, což vedlo k tomu, že byl v roce 1347 zvolen a vysvěcen biskupem, metropolitou Hérakleie Trácké. Jako biskup se v roce 1351 zúčastnil církevního sněmu svolaného patriarchou Kallistem I. Sněm řešil otázku hésychasmu. V tomtéž roce janovští žoldnéři vyplenili jeho metropolitní sídlo, o čemž podává zprávu ve svých dílech.  Pomohl vykoupit zajaté měšťany. Sám během svého biskupského období zřejmě trávil většinu času v Konstantinopoli.
V roce 1353 byl Filotheos jako věrný přívrženec hésychasmu a přítel císaře Jana VI. Kantakuzéna dosazen na stolec ekumenického patriarchy. Stalo se tak z důvodu, že patriarcha Kallistos odmítl korunovat za císaře Kantakuzénova syna Matouše. Patriarchou byl však jen do roku 1355. Po Kantakuzénově abdikaci byl totiž na stolec opětovně dosazen předchozí patriarcha Kallistos. Další desetiletí Filotheos strávil většinou v konstantinopolském klášteře Krista Akathalepta, kde aktivně tvořil. Patriarchou se opět stal v roce 1364 po Kallistově smrti. Do jeho druhého období patriarchátu spadá kanonizace Gregoria Palamy za svatého. Oponoval církevní unii se Západem i osobní konverzi Jana V. ke katolicismu. Za jeho patriarchátu byla částečně obnovena jurisdikce ekumenického patriarchy nad Srbskem a samotný Filotheos si dělal nároky na autoritu nad celou církví. Po nástupu císaře Andronika IV. na trůn byl znovu sesazen a poslán do některého konstantinopolského kláštera (možná Akathaleptos). Zemřel někdy před rokem 1379. Brzy po smrti začal být uctíván jako svatý.

## Dílo
Filotheos byl plodným autorem. Napsal několik homiletických a dogmatických děl, jakož i několik hagiografií . Jako obránce hésychasmu napsal 14 prací proti Barlaamovi z Kalábrie a 15 textů proti Nikéforu Grégorovi. Napsal také dvě liturgické příručky Diataxeis. Byly využívány v řeckém i slovanském pravoslavném prostředí. Byl pravděpodobně nejvýznamnějším hagiografem palaiologovského období. Věnoval se zejména dobovým hésychastům a světcům z jeho rodného města. Nejvýznamnější životopisy z jeho pera se zabývaly životem svatých Sávy Mladšího a Germana Marula i patriarchy Izidora I. Bucheira. Napsány byly na relativně vysoké stylistické úrovni, byly plné biblických, liturgických a patristických citátů a narážek. Nabízejí pohled do byzantské společnosti čtrnáctého století. Skládal také životopisy (vitae), logoi a enkomie svatých z předchozích staletí. Významné je také dlouhé enkomion na Gregoria Palamu. Historickou hodnotu mají jeho řeč a dopis (Logos historikos) o dobytí Hérakleie. Bývají mu připisovány i několik hymny, jejichž autorem však mohl být Filotheos Sinaita.